# Interlaken Ost
Interlaken Ost – stacja kolejowa w Interlaken, w kantonie Berno, w Szwajcarii. Znajduje się tu 5 peronów.